# بنای حسن مرچ
بنای حسن مرچ مربوط به سدهٔ ۸ و ۹ ه.ق است و در شهرستان نور، بخش بلده، دهستان شیخ فضل ا، روستای مرچ واقع شده و این اثر در تاریخ ۲۶ اسفند ۱۳۸۶ با شمارهٔ ثبت ۲۱۹۵۸ به‌عنوان یکی از آثار ملی ایران به ثبت رسیده است.